# Wyścig z czasem (film 2011)
Wyścig z czasem (ang. In Time) – amerykański film z 2011 roku w reżyserii Andrew Niccola.

## Fabuła
Przyszłość. Aby uniknąć przeludnienia na Ziemi, zmieniono kod genetyczny ludzi w taki sposób, że każdy człowiek nie starzeje się i poprzestaje na wieku 25 lat, ale w zamian przysługuje mu pewna liczba dni, godzin i minut życia, które może uzupełniać. Świat został również podzielony na strefy czasowe - najbogatsi mogą żyć wiekami, najbiedniejsi zaś mają zaledwie kilkanaście godzin by wypracować normę i naładować swoje liczniki życia. Do tej drugiej grupy należy Will Salas (J. Timberlake), będący zwykłym robotnikiem starającym się przeżyć z dnia na dzień. Pewnego dnia ratuje on życie jednemu z „bogaczy” – Hamiltonowi, który w podzięce oddaje cały swój licznik życia swojemu wybawcy – od tej pory zaczynają się kłopoty Salasa.

## Obsada
- Justin Timberlake jako Will Salas
- Amanda Seyfried jako Sylvia Weis
- Olivia Wilde jako Rachel Salas
- Vincent Kartheiser jako Philippe Weis
- Johnny Galecki jako Borel
- Yaya DaCosta jako Greta
- Cillian Murphy jako Raymond Leon
- Matthew Bomer jako Henry Hamilton
- Alex Pettyfer jako Fortis